# Środki antydumpingowe Unii Europejskiej
Środki antydumpingowe Unii Europejskiej są obok środków antysubsydyjnych oraz środków ochronnych przed nadmiernym przywozem środkami ochronnymi stosowanymi przez Unię Europejską.
Są one środkami stosowanymi najczęściej, bo aż ponad 80% przypadków zastosowania instrumentów ochrony rynku stanowią środki antydumpingowe.
Środki antydumpingowe mogą być nałożone tylko po przeprowadzeniu odpowiedniego postępowania (trwającego maksymalnie piętnaście miesięcy) przez Komisję Europejską wszczynanego na wniosek poszkodowanego przemysłu UE lub też z urzędu.
Celem postępowania jest wykazanie, że spełnione zostały łącznie cztery określone warunki:
- 1)	miał miejsce import po cenach dumpingowych.
- 2)	unijni producenci podobnego towaru ponieśli rzeczywistą szkodę lub zagraża im wyrządzenie takiej szkody, bądź też istotnie może być opóźniony rozwój danego sektora w UE.
- 3)	istnieje związek przyczynowo-skutkowy między tymi dwoma zjawiskami.
- 4)	nałożenie środków antydumpingowych jest w interesie UE (oznacza to, że przy decyzji o zastosowaniu środków antydumpingowych brany jest pod uwagę także interes konsumentów).

Prowadzenie postępowania polega na rozesłaniu kwestionariuszy, następnie analizie otrzymanych w ten sposób informacji i próbach ich uzupełnienia. Komisja Europejska przeprowadza także wizyty weryfikacyjne na miejscu i spotkania wyjaśniające. Jeżeli Komisja Europejska stwierdzi, że wszystkie te okoliczności zaistniały, rekomenduje ona nałożenie odpowiednich środków antydumpingowych. Propozycja konsultowana jest z państwami członkowskimi i Komitetem Antydumpingowym złożonym z ekspertów i w końcu głosowana na Radzie Unii Europejskiej.
Nałożone w taki sposób ostateczne cło antydumpingowe (definitive anti-dumping duties) obowiązuje cały import określonego towaru z danego kraju (z wyjątkiem eksporterów, którzy złożyli zobowiązanie cenowe).
Standardowy okres obowiązywania cła antydumpingowego wynosi pięć lat z możliwością jego przedłużenia na wniosek zainteresowanego przemysłu Unii Europejskiej, jak i zawieszenia, gdy zostanie stwierdzona niedostateczna podaż danego towaru na rynku Unii Europejskiej.
Wartość cła antydumpingowego ustala się w Unii Europejskiej poprzez zachowanie zasady mniejszego cła (lesser duty rule).
Gdy konieczne jest szybkie działanie Komisja Europejska może nałożyć tymczasowe cło antydumpingowe (provisional duties) jeszcze w trakcie trwania postępowania antydumpingowego). Importer składa wówczas w banku kwotę zabezpieczenia odpowiadającego kwocie cła tymczasowego, które pobrane zostanie tylko, wtedy, gdy postępowanie wykaże, że środki ochronne były konieczne. Jest nakładane zazwyczaj na okres sześciu miesięcy.